# Ндала Камана
Ндала Камана (д/н — 1833) — 18-й нгола Ндонго і 14-й нгола Матамба в 1810—1833 роках.

## Життєпис
Походив з династії Гутерреш. Син Камани нголи Нзінги (Ндонго). До 1810 року після смерті матері успадкував трон. Підтримував гарні відносини з португальцями.
1810 року після смерті стрийка Франсішку II став нголою Матамби, чим знову об'єднав розділену державу. Намагався відродити її потугу. Для піднесення власного престижу взяв ім'я Нгола Кілуанджі кіа Самба Ндала а Камана.
Втім не міг протидіяти засиллю португальських торгівців, священників та чиновників. Помер 1833 року. Йому спадкувала Ідда Ріджасо, але ймовірно невдовзі Ндонго-Матамбу було приєднано до Португальської Анголи.